# 武富善吉
武富 善吉（たけとみ ぜんきち、1839年（天保10年）頃-1911年（明治44年））は、明治時代の実業家。現在の佐賀県に生まれ、佐賀藩が設立した半官半民の商社である広業商会で働いて佐賀藩の財政を支えた。明治期以降、佐賀藩の士族とともに移民し北海道釧路開拓に貢献した。

## 経歴
- 1876年 広業商会函館支店の支配人となる。
- 1881年1月 函館区民議員となり、1883年2月まで務めた。
- 1882年 広業商会幹事となる。
- 1884年 函館を離れ釧路で釧路郵便電信局の設立を請願し、設立。
- 1904年 倉庫業を始める。
- 1907年 釧路銀行、合資会社釧路製材造船会社を設立。
- 1909年 石狩国に武富農場を開設。